# Guglielmo di Flavy
Guglielmo di Flavy (in francese Guillaume de Flavy; Piccardia, 1398 – Nesle, 9 marzo 1449) è stato un condottiero francese.

## Biografia
Nato nel 1398, in Piccardia, il suo nome derivava dal villaggio di Flavy-le-Martel. Figlio di Raoul de Flavy, Guglielmo studiò all'Università di Parigi, dove si laureò. All'inizio del XV secolo, durante la Guerra dei cent'anni, scelse la causa degli Armagnacchi. 
Protetto da Regnault de Chartres, arcivescovo di Reims, seguì il Delfino Carlo e fu incaricato di missioni diplomatiche.

Nel 1417, in qualità di capitano della corona, assediò Monte-Sainte-Catherine, presso Rouen. La città si arrese. Nell'ottobre dello stesso anno, difese Corbeil dall'assalto di Giovanni senza Paura. Nel 1419, agli ordini del sire di Gamaches, partecipa alle operazioni militari che leveranno l'assedio a Saint-Martin-le-Gaillard. Nel luglio del 1420, difese Saint-Riquier insieme a Jean Poton de Xaintrailles dall'assedio angloborgognone. Uscì dalla città con tre compagni per andare a sollecitare una spedizione di soccorso presso Guillaume de Gamaches in aiuto della città; Filippo il Buono, Duca di Borgogna, se ne avvide e diede ordine di togliere l'assedio e, serrate le sue truppe di cavalleria, scatenò un assalto frontale contro le forze del Delfino. Flavy fu dato per morto e lasciato sul campo di battaglia. Riguadagnò a stento la casa della propria famiglia.

L'anno seguente tentò di raggiungere la città di Meaux assediata ma, mentre tentava di entrare nella cinta di mura, la sua compagnia venne dispersa dalle truppe assedianti e di lui si perdono le tracce sino al 1427, anno in cui fu, per ordine del Delfino, il capitano difensore di Beaumont-en-Argonne. Nell'agosto, Antoine de Vergy, capitano borgognone, investì Beaumont e Vaucouleurs, difesa da Robert de Baudricourt. 
Nell'aprile 1428 Jean de Luxembourg, con seicento fanti e mille arcieri, pose l'assedio a Beaumont. Soccorso da Renato d'Angiò, duca di Bar, Flavy poté resistere solo fino a maggio, quando la città capitolò. Riparò quindi a Laneuville-sur-Meuse, da dove i suoi uomini iniziarono a saccheggiare le rive della Mosa. La città tuttavia dovette in breve capitolare dinanzi alle truppe del Cardinale di Bar. Nella regione della Mosa, rimanevano fedeli al Delfino Carlo solo le fortezze di Passavant e Vaucouleurs.

Nel luglio 1429, accompagnò il Delfino alla Consacrazione di Reims, ed il 18 agosto assunse la carica di capitano del re per la città di Compiègne, che aveva aperto le porte a Carlo VII sull'onda dell'emozione seguita alla Consacrazione ed alle vittorie di Giovanna d'Arco.

Il 30 settembre, Carlo VII ordinò che Compiègne fosse ceduta ai Borgognoni, in ossequio ai trattati stipulati con Filippo il Buono. I borghesi della città, tuttavia, rifiutarono di obbedire. Il duca di Borgogna tentò allora di corrompere Flavy con una forte somma di denaro, ma questi rifiutò a sua volta, rispondendo che la città apparteneva al re e non a lui.

Nel maggio del 1430, quando ormai le tregue tra Carlo VII e gli angloborgognoni erano rotte e questi ultimi si preparavano ad investire Compiègne, Giovanna d'Arco fece il suo ingresso nella città, alla testa di un'esigua compagnia agli ordini di Bartolomeo Baretta, Teodoro Valperga, Jacques de Chabannes e Poton de Xaintrailles.

Essendo la vicina città di Choisy-au-Bac assediata, Giovanna tentò una sortita per soccorrerla ma, trovando il ponte sul fiume Aisne distrutto, fu costretta a una lunga deviazione. Xaintrailles, invece, passò a guado l'Aisne e fu il primo a raggiungere, con la sua compagnia, la città. Tuttavia, questa capitolò il 16 maggio.

Il 22, Giovanna, da Crépy-en-Valois ritornò in Compiègne durante la notte, dalla porta di Pierrefonds. La sua compagnia, tuttavia, era ormai dispersa. Al suo fianco rimanevano il fratello, Pietro, il suo confessore, Jean Pasquerel, il luogotenente Baretta, Poton detto "il Borgognone" e un centinaio di armati.

Il 23 maggio, Giovanna e Flavy decisero una sortita nei dintorni della città, al termine della quale le truppe avrebbero preso d'assalto gli avamposti nemici posizionati a Margny. Nei paraggi incrociava, però, Jean de Luxembourg che si avvide del tentativo dei difensori e allertò la guarnigione borgognona di Clairoix che si lanciò all'assalto, così come, poco dopo, quella di Venette. Giovanna, respinta tre volte, si attardò a coprire la ritirata dei suoi, attorniata da pochi uomini, fino a che la porta della palizzata di controscarpa della città non fu chiusa. Strattonata da un arciere, cadde a terra e si arrese al Bastardo di Wandomme, capitano di Jean de Luxembourg.

Flavy, Baretta e Xaintraiiles resistettero all'assedio ricorrendo intensamente all'artiglieria. A fronte di un nuovo contingente inglese di duemila uomini, il Bastardo d'Orléans inviò parte delle sue truppe a rinforzare le file dei difensori.

Gli angloborgognoni costruirono quindi, una dopo l'altra, una serie di bastie che cinsero in una morsa la città, come già era accaduto ad Orléans. 
Flavy chiese rinforzi al conte di Vendôme, che a sua volta inviò un contingente di duemila uomini agli ordini di diversi capitani, tra cui La Hire. Il 25 ottobre, questo incrociò i borgognoni presso Verberie.

Flavy ordinò una sortita, cui parteciparono anche le donne di Compiègne, e l'armata di rinforzo riuscì ad entrare finalmente in città.

Le forze angloborgonone, stremate, non pagate, dovettero levare l'assedio, e a partire dal giorno seguente, 26 ottobre, si ritirarono: dapprima gli inglesi, quindi i borgognoni.

Sul finire del 1430 e durante l'anno seguente, Flavy impose alle città vicine il pagamento forzato di somme di denaro, contro la minaccia d'incendiare i sobborghi, operazioni tipiche delle bande mercenarie, nonostante egli fosse un capitano della corona. In particolare, minacciò a più riprese la città borgognona di Noyon, contro cui condusse ostilità quasi a titolo di guerriglia personale. Nel 1433, ordinò nuovi saccheggi delle campagne e dei piccoli centri borgognoni.
Nel giugno del 1435, partecipò ad un colpo di mano su Saint-Denis al fianco di La Hire e del Bastardo d'Orléans.

Nel dicembre del 1436, il Conestabile Richemont entrò in Compiègne, per ordine del re, chiedendo conto a Flavy dei suoi metodi briganteschi. Flavy fu condannato a morte e la pena fu commutata in carcere ed a una forte ammenda solo per l'intervento dell'arcivescovo Regnault de Chartres.

Nel 1437, rilasciato, Flavy rientrò con la forza in Compiègne e ne assunse di nuovo il comando militare. Nello stesso anno, ottenne anche la cancellazione della condanna. L'anno seguente, sequestrò con l'inganno il nipote di Richemont, Pierre de Rieux (che pure si era schierato al suo fianco durante il processo, contribuendo a salvargli la vita) e lo mise a riscatto. Il Conestabile fu costretto a pagare. Ciononostante, Pierre de Rieux si ammalò per i maltrattamenti subiti e fu lasciato morire in carcere.

Nel 1441, la corona concedeva il perdono a Flavy: negli atti ufficiali non si parlava del rapimento né dei maltrattamenti; ufficialmente, Pierre de Rieux era morto per una malattia.

Nel 1449, Flavy si trasferì a Nesle con la moglie, Blanche. Qui, il 9 marzo dello stesso anno, fu brutalmente assassinato dalla moglie e dall'amante di lei, Pierre de Louvain.

Dopo essere stati incarcerati per qualche tempo, questi ottennero delle "lettere di abolizione" dal parlamento di Parigi e, nonostante l'appello presentato nel 1450 dinanzi al re dai familiari di Flavy, non furono ulteriormente perseguiti.

## La cattura di Giovanna d'Arco
Le circostanze in cui, il 23 maggio 1430, Giovanna d'Arco fu catturata dinanzi alle mura di Compiègne assediata, diedero luogo nel tempo al sospetto che Flavy l'avesse tradita, chiudendola fuori della città e lasciandola nelle mani del nemico.
Alcuni storici, come Régine Pernoud e Marie-Véronique Clin, sostengono la tesi del tradimento, sia sulla scorta di risultanze documentali, sia perché la porta che tagliò la via della salvezza a Giovanna non era di fondamentale importanza per la sicurezza della città (fosse anche stata presa, la difesa di Compiègne sarebbe stata comunque assicurata): infatti, oltrepassata la porta della palizzata, il nemico avrebbe incontrato fossati, un baluardo all'estremità del ponte sull'Oise che conduceva alla cinta muraria e, infine, la vera e propria porta delle mura, su cui era, per di più, posizionata l'artiglieria. Altri, come Franco Cardini, affermano che la colpevolezza di Flavy, pur possibile, non può comunque essere dimostrata; altri ancora, come Pierre Champion, hanno invece tentato di dimostrare l'innocenza del capitano di Compiègne.